# Połymia

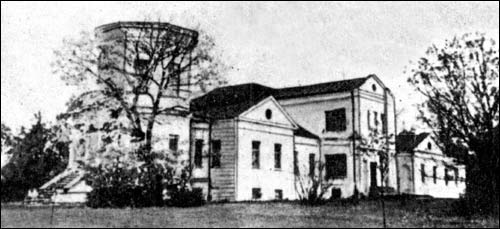
Pałac w Połymii

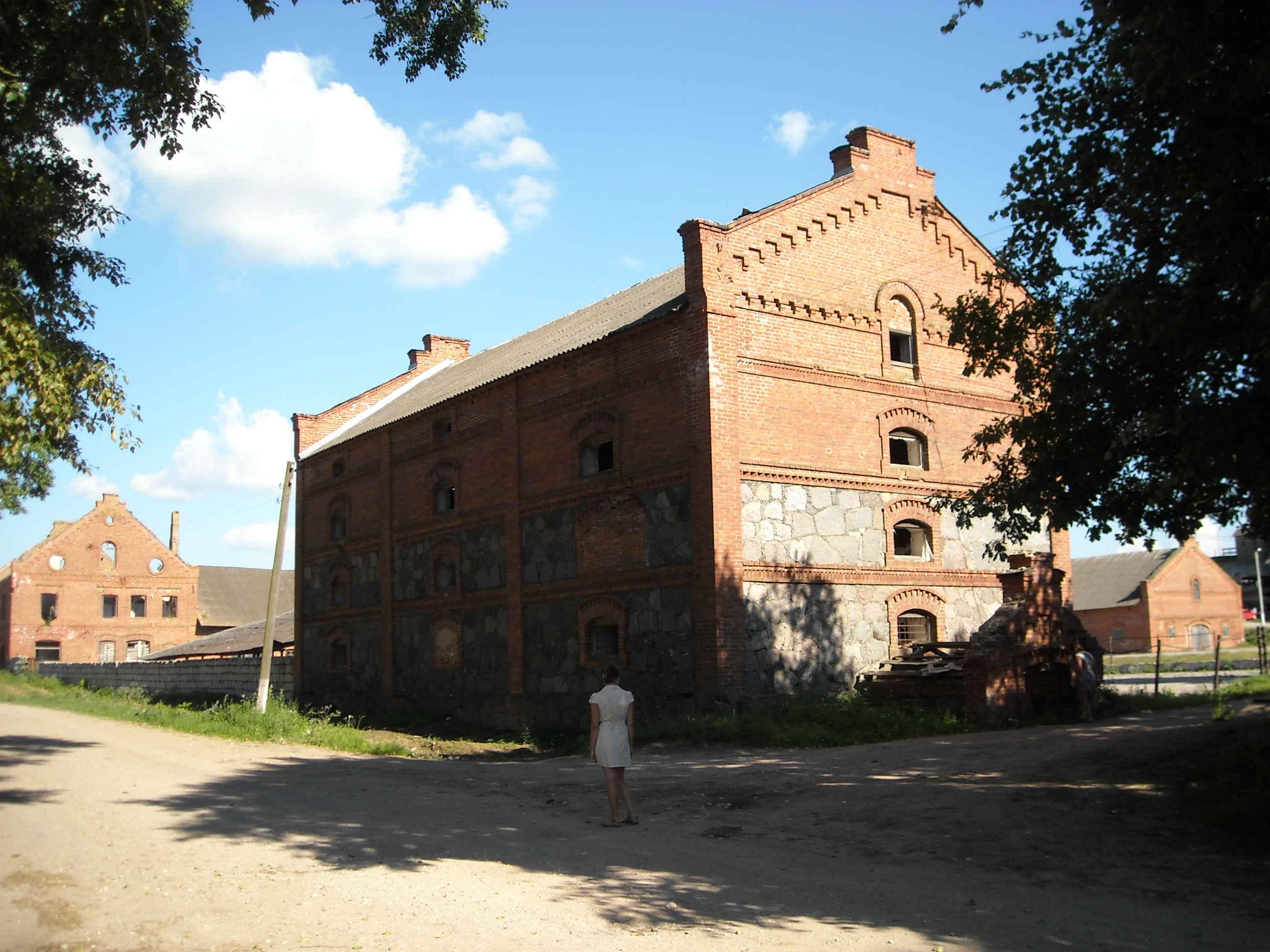
Zabudowania gospodarcze folwarku

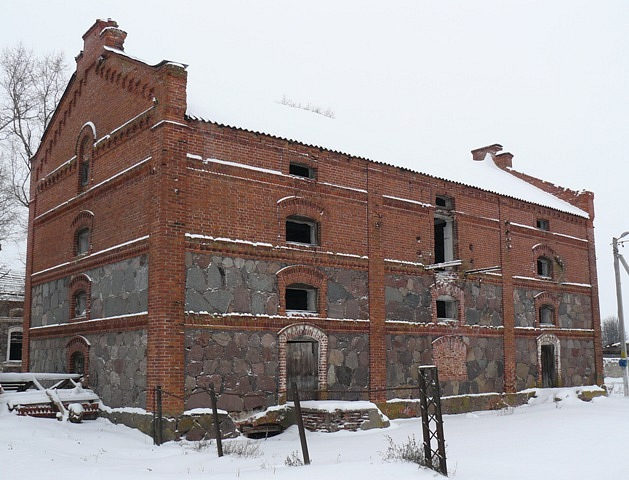
Ruina budynku gospodarczego folwarku

Połymia (biał. Полымя; ros. Пламя; hist. Płamia) – wieś na Białorusi, w rejonie sieneńskim obwodu witebskiego, około 15 km na południe od Sienna i około 2 km na południe od Starej Bielicy. Siedziba sielsowietu bielickiego.

## Identyfikacja
Tutejszy majątek i wieś zwane były Bielica. Wraz z dokupionymi przez właścicieli kluczami Krupka i Hurzec, majątek liczył w sumie blisko 15 tysięcy hektarów. Właściciele zbudowali pałac będący ich siedzibą około 3 km na południe od centrum wsi Bielica. Z czasem na tym terenie rozrosły się inne wsie, w tym Nowa Bielica, Duża Bielica i Mała Bielica, w związku z tym Bielica zaczęła być nazywana Starą Bielicą, podobnie jak i siedziba właścicieli. Jednak wokół tej siedziby rozrosła się wieś (na mapach z lat 30. XX wieku jeszcze nie zaznaczana), która obecnie nazywa się Połymia (błr. płomień). Dlatego ruiny pałacu Stara Bielica znajdują się na terenie wsi Połymia.

## Historia
Pierwsze wzmianki o wsi Bielica pochodzą z 1551 roku. Po I rozbiorze Polski w 1772 roku Bielica, wcześniej należąca do województwa witebskiego Rzeczypospolitej, znalazła się na terenie powiatu sienneńskiego guberni witebskiej Imperium Rosyjskiego. 
Od początku XIX wieku dobra te należały do rodziny Świackich herbu Ślepowron. Bielica należała do najzamożniejszych dworów Białej Rusi. W połowie XIX wieku należała do Józefa (albo Michała) Świackiego, a po jego śmierci – do 1917 roku, do jego syna Karola (zm. w 1929 roku). Według lokalnej legendy bogactwo rodziny pochodziło od znalezionego skarbu Napoleona, który – wracając spod Moskwy – zatopił w jednym z okolicznych jezior 800 pudów złota i klejnotów. Świaccy mieli jakoby odnaleźć ten skarb.
Po ustabilizowaniu się granicy polsko-radzieckiej w 1921 roku Stara Bielica znalazła się na terenie ZSRR. Od 1991 roku znajduje się na terenie Republiki Białorusi.

## Dawny pałac
Świaccy zbudowali prawdopodobnie na początku XIX wieku murowany, klasycystyczny pałac, który później był przebudowywany i rozbudowywany. Według pierwotnego planu był to symetryczny, parterowy budynek wzniesiony na planie wydłużonego prostokąta, z wysokimi, jasnymi suterenami. Jedynie w części środkowej, zaakcentowanej ryzalitem, był piętrowy. W elewacji frontowej w ryzalicie tym był portyk z półkolistymi zwieńczeniami między czterema toskańskimi kolumnami. Pięterko nad wejściem było zwieńczone trójkątnym szczytem z kartuszem herbowym właścicieli. Od strony ogrodu środkowy ryzalit miał formę półkolistą.
W latach 1909–1911 Karol Świacki dobudował do lewego skrzydła pałacu ośmioboczną wieżę zaprojektowaną przez poznańskiego architekta Władysława Mieczkowskiego. Na parterze wieży była obszerna łazienka, na pierwszym piętrze – duża pracownia rzeźbiarska Stanisława, syna Karola. Każda cegła rozbudowanej przez Karola części miała jego monogram („KS”).
Układ wnętrz pałacu był początkowo dwutraktowy, później stał się nieregularny. Łącznie było 18 pomieszczeń różnej wielkości. 
Wśród kolekcji znajdujących się w pałacu było kilka cenniejszych obrazów, w tym pędzla Walentego Wańkowicza (stryjecznego dziadka Karola) (obraz przedstawiający Napoleona patrzącego na pożar Moskwy, ocalał i znajduje się obecnie w zbiorach Muzeum Narodowego w Warszawie), Leona Wyczółkowskiego, Romana Szwoynickiego, Władysława Majewskiego czy Artura Bartelsa. Biblioteka liczyła 3 tysiące tomów. 
Niewielki park miasł charakter ogrodu krajobrazowego zamkniętego kwadratem alei lipowych, na wzór staropolski. Po obu stronach pałacu były duże gazony.
W latach 1903–1904 w pałacu Świackich pracował młody wtedy Janka Kupała. W 1972 roku wmurowano na jednej ze ścian tablicę upamiętniającą 90. rocznicę jego urodzin.
Po rewolucji październikowej w pałacu mieściła się szkoła rolnicza, w czasie II wojny światowej Niemcy wykorzystywali pałac jako koszary. Po wojnie była tu szkoła, dom kultury, biblioteka. Jeden z budynków gospodarczych zaadaptowano na destylarnię „Płomień”.
Od 1976 roku pozostałości po pałacu i folwarku są zabytkiem historyczno-kulturalnym Białorusi (o numerze inwentarzowym 212Г000750). W tym roku pracownicy zakładów Płomień wystąpili z inicjatywą renowacji pałacu, jednak brak środków finansowych i postępująca ruina budynku, spowodowały, że nawet tablicę poświęconą Jance Kupale zdemontowano i schowano w magazynach siedziby sielsowietu. Obecnie prawie wszystkie zabudowania są w ruinie, w latach 90. XX wieku wiele resztek rozebrano na cegłę.
W 2009 roku władze rejonu sieneńskiego podpisały list intencyjny z łotewską firmą BelFutures, zgodnie z którym ma być powołana spółka, do której zostanie wniesiona nieruchomość, a BelFutures sfinansuje odbudowę pałacu w całości i zorganizowanie w nim centrum kulturalnego i biznesowego oraz hotelu z sauną.
Majątek w Bielicy jest opisany w 1. tomie Dziejów rezydencji na dawnych kresach Rzeczypospolitej Romana Aftanazego.